# Ham-sur-Heure-Nalinnes
Ham-sur-Heure-Nalinnes é um município da Bélgica localizado no distrito de Thuin, província de Hainaut, região da Valônia.